# Represa de Rosana
La represa de Rosana, está ubicada sobre el río Paranapanema, entre los municipios de Diamante do Norte, estado de Paraná y Rosana, estado de São Paulo, Brasil.
La presa fue inaugurada en 1987, posee 4 turbinas tipo Kaplan con una potencia total instalada de 353 MW y una longitud de 2.308 metros, su embalse ocupa 217 km², con una cota máxima de 258 m s. n. m.